# Бектенов, Зияш Бектенович
Зияш Бектенович Бектенов (кирг. Зыяш (Зияш) Бектенов; 23 октября 1911, Кен-Суу (ныне Тюпский район Иссык-Кульской области Кыргызстана) — 21 октября 1994, Бишкек) — киргизский советский учёный-филолог, манасовед, лингвист, фольклорист, переводчик, писатель

,. Член Союза писателей СССР. Отличник народного просвещения Киргизской ССР. Отличник высшей школы СССР.

## Биография
Сын сельского фельдшера. Рано остался сиротой, воспитан братом. После окончания начальной школы в родном селе, поступил в Киргизский педагогический техникум в г. Фрунзе, которое окончил в 1930 году и возглавил отдел народного образования в Сулюклино. С 1931 по 1932 год был заместителем заведующего киргизским отделом Центрального издательства народов СССР при Президиуме ЦИК СССР. В 1932 году руководил учебно-методический отдел Киргизского государственного издательства.
В 1940 году окончил Киргизский государственный пединститут. Учился с будущими классиками киргизской литературы — Касымалы Джантошевым, Мукаем Элебаевым, Узакбаем Абдукаимовым, Ташимом Байджиевым.
Участвовал в первом литературном кружке — «Кызыл учкун» («Красная искра»), ставшем ядром киргизской писательской организации.
Занимался организацией первых школ на юге Киргизии, создал (в соавторстве с Т. Байджиевым) первые учебники по киргизской литературе и языку.
В 1933 году подвергался репрессиям. После ареста в 1937 году учебники изъяли из школьных программ, авторов исключили из института. Позже, в 1940 году З. Бектенову поручили открытие учительского института в городе Пржевальске.
Во время Великой Отечественной войны служил на ирано-афганской границе. После службы в рядах Советской Армии до 1950 года работал младшим научным сотрудником Института языка, литературы и истории Киргизского отделения Академии наук СССР.
После доклада Жданова о журналах «Звезда» и «Ленинград» и соответствующего постановления ЦК ВКП(б) был обвинён в призыве к панисламистскому и пантюркистскому единению.
В 1949 году окончил аспирантуру Киргизского отделения Академии наук СССР, но защитить кандидатскую диссертацию не успел.
Был заведующим сектором киргизского фольклора и манасоведения. В 1950 году сектор манасоведения и фольклора был закрыт, а его сотрудники Саманчин, Байджиев и Бектенов были арестованы. З. Бектенов был осужден на десять лет. Вернувшись из заключения, семь лет был безработным. Полностью реабилитирован только 6 октября 1955 года.
Лишь в 1964 году ему позволили преподавать в Киргизском университете, хотя по его книгам обучалось уже не одно поколение. В 1970-х годах, когда выходила Киргизская советская энциклопедия, статью о Бектенове изъяли в сигнальном экземпляре.
Отец Эмиля Зияшевич Бектенова (1934—1999), государственного деятеля, министра связи Республики Кыргызстан (1991—1994). Лауреата Государственной премии СССР.
Похоронен на Ала-Арчинском кладбище в Бишкеке.

## Научная и творческая деятельность
Автор нескольких учебников по киргизскому языку и литературе, нескольких научно-педагогических трудов, ряда методических пособий, научных разработок в области преподавания киргизского языка. Известный знаток «Манаса», а также арабской графики, которой он обучал юношей и девушек.
Переводчик, сделавший доступными киргизскому читателю произведения Д. И. Фонвизина, Н. В. Гоголя, А. Н. Островского, А. Макаренко, А. А. Фадеева, Л. Соболева, Гольдони, Б. Шоу, Ж. Ануя, Н. Хикмета и др. Произведения З. Бектенова, основанные на эпосе «Манас», были переведены на русский язык.

## Избранные публикации
- Эне тили: Башталгыч мектептердин 4-жылы үчүн эне тили сабактары. (в соавт.). Ф.: Кыргызмамбас, 1933.
- Кыргыз тили: Грамматика жана жазуу эрежелери. 3-класс үчүн. (в соавт.).Ф.: Кыргызмамбас, 1935
- Биздин адабият: Хрестоматия. (в соавт.). Ф.: Кыргызмамбас, 1947.
- Кыргыз тили: Окуу китеби. (в соавт.). Ф.: Кыргызмамбас, 1947.
- Биздин адабият: Хрестоматия. Байжиев менен бирге. Ф.: Кыргызмамбас, 1949.
- Кыргыз адабияты: Фольклор. 8-класс үчүн. Ф.: Кыргызмамбас, 1949.
- Кыргыз адабияты: 5-класс үчүн. Ф.: Мектеп, 1963.
- Кыргыз адабияты: 4-класс үчүн. Ф.: Мектеп, 1969.
- Эне тилден гүлдесте: Ырлар, макалалар, табышмактар. Б.: Адабият, 1990.
- Замандаштарым жөнүндө эскерүү: Адабий эскерүүлөр. Б.: Адабият, 1992.
- Замандаштарым жөнүндө эскерүү: Адабий эскерүүлөр. 2-бас. Б.: Б-сыз, 1996.

## Награды и отличия
- Награждён Почётной грамотой Президиума Верховного Совета Киргизской ССР (1983)
- Отличник народного просвещения Киргизской ССР (1966)
- Отличник высшей школы СССР.
- Удостоен звания «Почётный профессор» Киргизского национального университета

## Память
- Одна из улиц в Бишкеке была названа именем З. Бектенова.